# Gregório Ptéroto
Gregório Ptéroto (em grego: Γρηγόριος Πτερωτός; romaniz.: Gregórios Pterotós) foi um general e parente do imperador Leão V, o Armênio (r. 813–820), que tomou parte na rebelião de Tomás, o Eslavo contra o assassino de Leão, Miguel II, o Amoriano (r. 820–829).

## Vida
Um parente (possivelmente sobrinho) de Leão V, o Armênio, Gregório serviu como estratego (general e governador militar dum tema) sob Leão, mas nenhuma das fontes principais (Genésio, Teófanes Continuado, João Escilitzes) mencionam os detalhes. O historiador Gustave Schlumberger identifica-o com o estratego da Macedônia conhecido através dum selo contemporâneo, enquanto Warren Treadgold sugeriu que Gregório pode ter servido como conde do Tema Opsiciano, que era o tema asiático mais próximo de Constantinopla e portanto de importância particular para a estabilidade do regime.
No natal de 820, Leão foi assassinado pelos apoiantes de seu antigo amigo, Miguel, o Amoriano, que sucedeu-o no trono. Quando apresentou-se ao novo imperador para jurar sua lealdade, alguns dias depois, Gregório tomado pela emoção e começou a injuriar Miguel pelos atos de seus apoiantes, implicando seu próprio envolvimento. Miguel inicialmente pareceu interessado na conciliação, e mesmo disse que entendia os sentimentos de Gregório, mas dois dias depois, o último foi preso e exilado na ilha de Esquiro no mar Egeu central. Ele foi logo libertado pelos apoiantes de Tomás, o Eslavo, que havia se revoltado contra Miguel e havia reunido muitos dos temas asiáticos para seu lado. Gregório prontamente uniu-se à revolta de Tomás, e foi confiado com o comando de mais de 10 000 tropas.
Gregório comandou a tropa de Tomás nos assaltos à Constantinopla, tentando sem sucesso escalar os muros marítimos da cidade junto do Corno de Ouro: no primeiro assalto, em dezembro de 821, a frota foi prejudicada pelo clima, mas no segundo assalto na primavera de 822, a frota foi decisivamente derrotada pela frota imperial leal a Miguel. Esse revés desmoralizou os apoiantes de Tomás, e foi especialmente danoso para Gregório como o primeiro comandante naval. Além disso, Miguel reteve sua esposa e filhos como reféns em Constantinopla, de modo que Gregório contactou-se com o imperador e decidiu desertar Tomás junto de um pequeno grupo de apoiantes leais. Ele deixou o campo rebelde e dirigiu-se para oeste, enviando um monge para informar Miguel de sua deserção, mas o monge falhou em contornar o bloqueio e alcançar a capital. Ao saber de sua deserção, Tomás reagiu rapidamente: seguindo Gregório com um destacamento seleto, derrotou suas tropas, matando-o.